# Dragan
Dragan (in cirillico: Драган) è un nome proprio di persona slavo maschile, attestato in serbo, croato, sloveno, bulgaro e macedone.

## Varianti
- Bulgaro: Драго (Drago)[3]
- Croato: Dražen[3], Dragutin[3], Drago[3]
  - Ipocoristici. Draško[3]
  - Femminili: Dragana[3], Draga[3], Draženka[3], Dragica[3]
- Macedone
  - Femminili: Драгана (Dragana)[3]
- Serbo: Драго (Drago)[3], Дражен (Dražen)[3], Драгутин (Dragutin)[3]
  - Ipocoristici: Дража (Draža)[3], Драгиша (Dragiša), Драшко (Draško)[3]
  - Femminili: Драгана (Dragana)[3], Драга (Draga)[3], Драгица (Dragica)[3]
- Sloveno: Drago[3], Dragutin[3]
  - Femminili: Dragana[1][2], Draga[1]

## Origine e diffusione
Dragan e le sue varianti, alcune attestate già dal Medioevo, costituiscono un gruppo di nomi derivanti dal termine antico slavo dorgu o dorog, che vuol dire "caro", "prezioso"; alcune forme del nome vengono usate anche come ipocoristici di altri nomi che contengono tale elemento, come Dragomir, Dragoslav, Dragoljub e Predrag.

## Onomastico
Il nome è adespota, cioè non è portato da alcun santo, quindi l'onomastico ricorre ad Ognissanti, il 1º novembre.

## Persone
- Dragan Cankov, politico bulgaro
- Dragan Cigan, eroe bosniaco

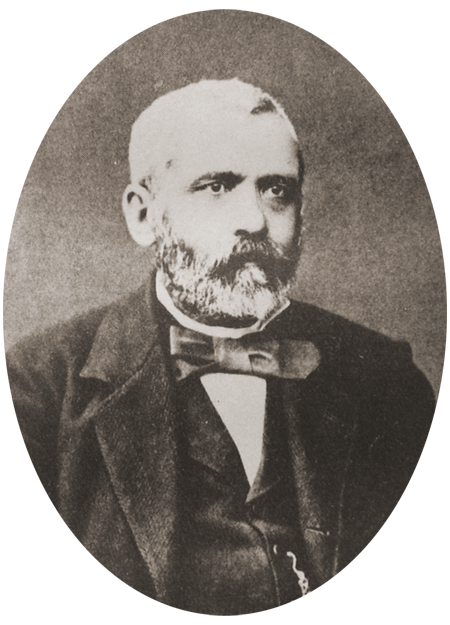
Dragan Cankov

Dragan Pantelić

- Dragan Čavić, economista e politico bosniaco,
- Dragan Džajić, calciatore serbo
- Dragan Đokanović, politico bosniaco
- Dragan Kićanović, cestista e diplomatico serbo
- Dragan Malešević Tapi, pittore serbo
- Dragan Mihajlović, calciatore svizzero
- Dragan Pantelić, calciatore jugoslavo
- Dragan Stanković, pallavolista serbo naturalizzato italiano
- Dragan Stojković, calciatore e allenatore di calcio serbo
- Dragan Travica, pallavolista croato naturalizzato italiano

### Variante Dragutin

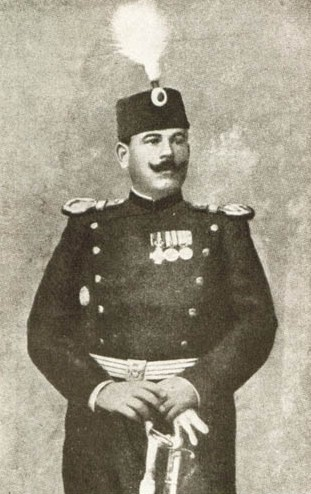
Dragutin Dimitrijević

- Dragutin Dimitrijević, militare, agente segreto e rivoluzionario serbo
- Dragutin Ristić, calciatore e allenatore di calcio croato
- Dragutin Tadijanović, poeta croato
- Dragutin Tomašević, maratoneta e ginnasta serbo
- Dragutin Topić, altista serbo
- Dragutin Zelenović, politico serbo

### Variante Drago

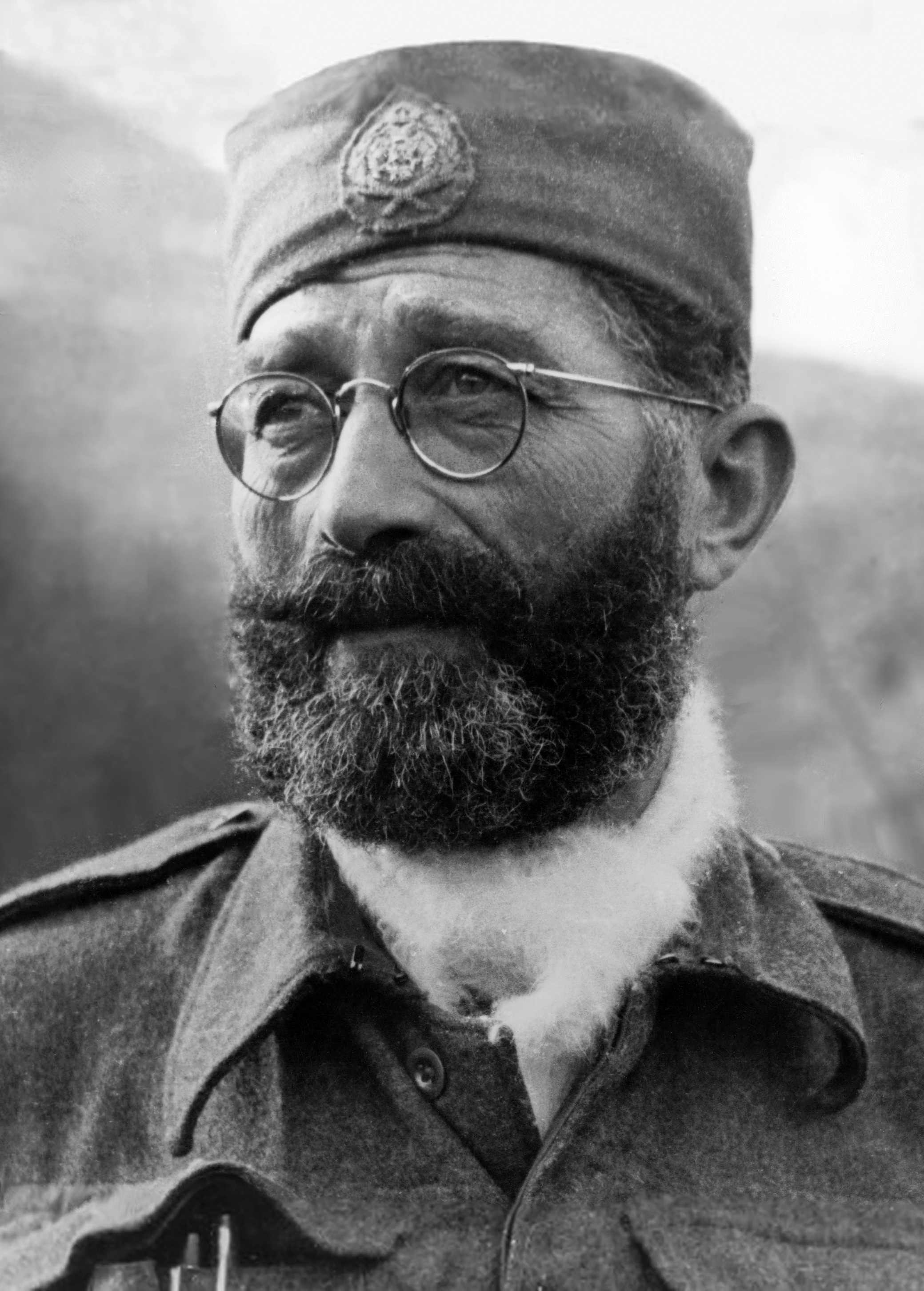
Draža Mihailović

- Drago Karel Godina, politico italiano
- Drago Grubelnik, sciatore alpino sloveno
- Drago Hedl, giornalista croato
- Drago Jančar, scrittore e saggista sloveno
- Drago Paripović, maratoneta croato

### Altre varianti maschili
- Dražen Brnčić, calciatore e allenatore di calcio croato
- Dragiša Cvetković, politico montenegrino
- Dražen Dalipagić, allenatore di pallacanestro, ex cestista e dirigente sportivo serbo
- Dražan Jerković, calciatore, allenatore di calcio e dirigente sportivo croato
- Draža Mihailović, genenrale jugoslavo
- Dragiša Pešić, politico montenegrino
- Dražen Petrović, cestista croato
- Dražen Žanko, cantautore croato

### Variante femminile Dragana

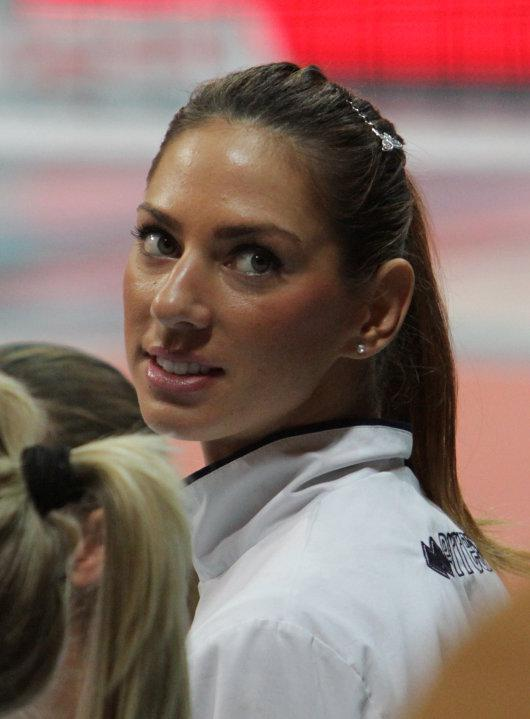
Dragana Marinković

- Dragana Marinković, pallavolista croata naturalizzata serba
- Dragana Šarić, in arte Bebi Dol, cantante serba
- Dragana Tomašević, atleta serba

## Il nome nelle arti
- Dragan è un personaggio del film del 2004 The Pusher, diretto da Matthew Vaughn[4].
- Dragan Armanskij è il nome di un personaggio ricorrente della serie di romanzi Millennium, scritta da Stieg Larsson.
- Drago Bludvist è l'antagonista principale di Dragon Trainer 2.
- Drago Pettrovich Madnar è un personaggio della serie di videogiochi Metal Gear.